# Латанський Василь Григорович
Василь Григорович Латанський (нар. 18 листопада 1938, с. Луківка (Катеринопільський район) Черкаської обл.) — український письменник. Член Національної спілки письменників України.

## Біографія
Василь Григорович Латанський народився 18 листопада 1938 року в селі Луківка Катеринопільського району на Черкащині в сім’ї хліборобів. По закінченні середньої школи працював у редакції районної газети, служив у армії, вчився на філологічному факультеті Львівського держуніверситету імені І. Франка. Брав активну участь у роботі університетської літстудії «Франкова кузня». Два роки очолював її. 1965 року, закінчивши університет, за направленням приїхав у Крим, у селище Совєтське, де трудився учителем-україністом, директором школи, завідувачем райвно. Понад сорок років навчає дітей рідної мови в середній школі села Пруди Совєтського району. Ветеран педагогічної праці. Відмінник освіти України. Почав друкуватися ще з шостого класу в піонерських газетах та журналах «Зірка», «Барвінок», «Піонерія», «Малятко», у багатьох районних, обласних, республіканських газетах, у колективних збірниках. Пише для дітей і про дітей, не цурається публіцистики, літературної критики, перекладає з російської. Член Національної спілки письменників України. Автор книжки для дітей і дорослих «Ужинок», «Які очі, такий світ», «Де взялась «Ведмідь-гора».